# Bom Jesus (Rio Grande do Sul)
Pour les articles homonymes, voir Bom Jesus.
Bom Jesus est une ville brésilienne du nord-est de l'État du Rio Grande do Sul. Elle est séparée de l'État de Santa Catarina par le rio Pelotas.